# 정창연
정창연(鄭昌衍, 1552년 ~ 1636년)은 조선 중후기의 문신이며, 광해군과 인조 때 좌의정을 지냈다. 자는 경진(景眞), 호는 수죽(水竹). 본관은 동래. 영의정 정광필의 증손이며, 강화부사 정복겸(鄭福謙)의 손자이고좌의정을 지낸 정유길(鄭惟吉)의 아들이다.

## 생애
자는 경진, 호는 수죽으로 아버지는 좌의정 정유길이다.
어머니는 원주 원씨로 황해도관찰사, 부제학 등을 지낸 원계채의 딸이다.
선조 때인 1579년 식년 문과에 급제해 이조좌랑, 집의를 거쳐 좌부승지가 되고 부제학을 거쳐 이조참판, 지돈녕부사 등을 지냈다.
임진왜란당시 분조에 배속되어 광해군을 따라 활동하였고 세자좌빈객에 올랐다.
1593년 8월 예조판서로 세자좌빈객을 겸하고 대사헌을 거쳐 지돈녕부사로 있다가 다시 대사헌이 되었다가 지중추부사를 거쳐 예조판서, 사헌부대사헌, 의정부좌참찬을 두루 지낸다. 좌참찬을 지내다 사헌부대사헌으로 동지춘추관사를 하고 이후 동지성균관사를 거쳐 대사헌이 된다. 이후 동지중추부사와 사헌부대사헌을 거쳐 이조판서, 형조판서를 하다 동지중추부사를 거쳐 지경연사에 이어 사헌부대사헌이 되고 동지성균관사를 겸한 뒤 조지서 제조를 하고 좌참찬을 하다가 동지중추부사와 지중추부사를 거쳐 좌참찬으로 혜민서 제조를 겸하고 지의금부사를 겸하고 동지성균관사를 겸한 뒤 좌참찬, 예조판서, 병조판서를 거쳐 우찬성이 되고 다시 병조판서가 되는데 광해군 때 폐모론에 반대한 중신이었다. 이후 우참찬으로 지경연사를 겸하다 광해군 시절 우의정, 좌의정이 되었다가 조선 인조 즉위 후 다시 좌의정에 올랐다.